# Laser affine
Laser affine är en växtart i släktet Laser och familjen flockblommiga växter.
Arten är en perenn ört som förekommer i nordöstra Turkiet och sydvästra Kaukasus. Den beskrevs först som Laserpitium affine av Carl Friedrich von Ledebour 1844, och fick sitt nu gällande namn av Aneta Wojewódzka och Krzysztof Spalik 2016.